# بلوك (اسماعيلي كرمان)
بلوك (بالفارسية: بلوک) هي قرية تقع في إيران في منطقة إسماعيلي. يقدر عدد سكانها بـ 1,792 نسمة .